# 8067 Helfenstein
8067 Helfenstein (1980 RU) là một tiểu hành tinh vành đai chính được phát hiện ngày 7 tháng 9 năm 1980 bởi E. Bowell ở trạm Anderson Mesa thuộc Đài thiên văn Lowell.